# Sylvain Meyniac
 (décembre 2011).
Si vous disposez d'ouvrages ou d'articles de référence ou si vous connaissez des sites web de qualité traitant du thème abordé ici, merci de compléter l'article en donnant les références utiles à sa vérifiabilité et en les liant à la section « Notes et références ».
Sylvain Meyniac est un auteur de théâtre, compositeur de musique et un metteur en scène français né à Bordeaux le 14 juin 1970.

## Biographie
Sylvain Meyniac commence l'étude du piano à six ans et compose ses premières mélodies à 12 ans sur des poèmes de Victor Hugo, Charles Baudelaire, Stéphane Mallarmé... Sa rencontre avec le parolier Claude Lemesle le conforte dans sa passion.
Dès son arrivée sur Paris, en 1991, il fréquente de nombreux comédiens et metteurs en scène de théâtre. Il se lance ainsi naturellement dans la composition de musiques de scène, la première datant de 1994 pour Les Sorcières de Salem. Depuis, il a écrit plus de 80 partitions pour le théâtre et travaillé avec Jean-Luc Moreau, Francis Joffo, Didier Caron, Sébastien Azzopardi, Anne Bourgeois...
En 1999, il écrit une comédie musicale librement adaptée de La Belle et la Bête, en Belgique, l'album du spectacle sera double disque d'or.
En 2004, il signe les chansons du musical Lilly.
En 2010, il adapte et met en scène la célèbre comédie musicale Hair au théâtre du Gymnase.
En 2011, il met en scène "I love Rock'n pop" une grande revue (avec 14 artistes sur scène) pour les Casino Barrière . Le spectacle restera à l'affiche plus de 4 ans.
En 2012. Il a écrit en collaboration avec Jean-François Cros "Hier, est un autre jour" créé au Théâtre des Bouffes Parisiens et nommé au Molière 2014 en tant que meilleur comédie.
En 2017. Il a écrit Le Fusible créé au théâtre des Bouffes-Parisiens avec Stéphane Plaza.
En 2019. Il coécrit avec Manuel Gélin, A vrai dire, qui se créé au Grand Théâtre du Gymnase Marie-Belle.
En 2022. Il crée le "Théâtre Chez Colette" à Touques. Une salle de spectacle ainsi qu'une école de théâtre et de chant.
En 2023. Il crée le premier concours de Stand-up de la Cœur Côte Fleurie à Touques. Réunissant plus de 200 participants. Parrainé par Pascal Légitimus et le Fridge Comedy Club de Kev Adams.
En 2024. Il organise et programme "Les Théâtrales de Villerville", un week-end entièrement consacré au théâtre dans la grande salle du "Garage" de Villerville.

## Compositeur
- Accords intimes de Sylvain Meyniac au Théâtre des 3S.
- Un atelier pour deux de Laurence Gyl, avec Véronique Janot et Jean-Luc Moreau au Théâtre de Passy.
- Le Fantasme[10] de Jean-François Cros, mise en scène Jean-Luc Moreau à la Comédie des Champs-Elysées.
- Un couple magique[11] de Laurent Ruquier, mise en scène Jean-Luc Moreau, avec Stéphane Plaza au Théâtre des Bouffes Parisiens.
- Un chalet à Gstaad[12] de Josiane Balasko, mis en scène Josiane Balasko au Théâtre des Nouveautés.
- Inavouable d'Éric Assous, mise en scène Jean-Luc Moreau, avec Michel Leeb à la Comédie des Champs-Élysées.
- Le Muguet de Noël de Sébastien Blanc et Nicolat Poiret, mise en scène Jean-Luc Moreau au Théâtre Montparnasse.
- Si on savait d'Éric Fraticelli, mise en scène Jean-Luc Moreau au Théatre des Bouffes Parisiens.
- A vrai dire de Manuel Gélin et Sylvain Meyniac, mise en scène Catherine Marchal au Théâtre du Gymnase.
- Deux mensonges, une vérité de Sébastien Blanc et Nicolas Poiret, mise en scène par Jean-Luc Moreau au Théâtre Rive Gauche.
- Confidences de Joe Di Pietro, adaptation de Eric Emmanuel Schmitt, mise en scène par Jean-Luc Moreau au Théâtre Rive Gauche.
- Petits Crimes conjugaux d'Éric-Emmanuel Schmitt, mise en scène par Jean-Luc Moreau au Théâtre Rive Gauche.
- Un certain Charles Spencer Chaplin écrit et mise en scène par Daniel Colas au théâtre Montparnasse.
- Comment lui dire de Violaine Arsac, mise en scène Xavier Letourneur et Catherine Marchal au Théâtre Le Mélo D'Amélie.
- On ne se mentira jamais d'Eric Assous, mise en scène par Jean-Luc Moreau au Théâtre La Bruyère[13].
- Sans Rancune mise en scène de Sebastien Azzopardi au Théâtre du Palais Royal avec Daniel Russo.
- Fratricide mise en scène par Delphine de Malherbe au théâtre de Poche, avec Jean-Pierre Kalfon et Pierre Santini.
- Le tour du monde en 80 jours[14] adaptation de Sebastion Azopardi et Sacha Danino au Théâtre du Splendid
- Joyeuses Pâques de Jean Poiret, mise en scène de Jean-Luc Moreau au Théâtre du Palais Royal[15]
- lits pour huit de Alan Ayckbourn, mise en scène de Jean-Luc Moreau, Théâtre Saint Georges
- Jamais 2 sans 3 de Jean Franco, mise en scène de Jean-Luc Moreau, Théâtre du Palais Royal
- Si c'était à Refaire de Laurent Ruquier. Misen scène Jean-Luc Moreau, Théâtre des Variétés.
- Les Sorcières de Salem d'Arthur Miller, mise en scène de Thomas Le Douarec, théâtre Le Trianon puis théâtre Hébertot
- Le Dindon de Georges Feydeau, mise en scène de Thomas Le Douarec, théâtre Tristan-Bernard
- Le Portrait de Dorian Gray d'Oscar Wilde, adaptation David Caris, mise en scène Thomas de Le Douarec, théâtre Rive Gauche
- Monsieur chasse de Georges Feydeau, mise en scène de Jean-Luc Moreau, théâtre du Palais-Royal
- Le Dîner de cons de Francis Veber, mise en scène de Jean-Luc Moreau, théâtre des Variétés
- Les Belles-sœurs[16] d’Éric Assous, mise en scène de Jean-Luc Moreau, théâtre Saint-Georges
- Les hommes préfèrent mentir d’Éric Assous, mise en scène de Jean-Luc Moreau, théâtre Saint-Georges
- Le Technicien d’Éric Assous, mise en scène de Jean-Luc Moreau, théâtre du Palais-Royal
- Secret de famille d’Éric Assous, mise en scène de Jean-Luc Moreau, théâtre des Variétés
- Impair et Père de Ray Cooney, adaptation de Stewart Vaughan et Jean-Christophe Barc, mise en scène Jean-Luc Moreau, Théâtre de la Michodière
- Stationnement alterné de Ray Cooney, adaptation de Stewart Vaughan et Jean-Christophe Barc, mise en scène Jean-Luc Moreau, Théâtre de la Michodière
- Chat et Souris de Ray Cooney, adaptation de Stewart Vaughan et Jean-Christophe Barc, mise en scène Jean-Luc Moreau, Théâtre de la Michodière
- Le Charlatan de Robert Lamoureux, mise en scène de Francis Joffo, Théâtre Saint-Georges
- Un oreiller ou trois de Ray Cooney, adaptation de Stewart Vaughan et Jean-Claude Islert au Théâtre des Nouveautés
- Quelle famille de Francis Joffo, mise en scène de Francis Joffo, théâtre du Palais-Royal
- Victor Hugo, mon amour d'Anthéa Sogno, mise en scène de Jacques Décombe, Comédie Bastille
- Une nuit avec Sacha Guitry d'Anthéa Sogno, mise en scène de Jacques Décombe, Théâtre Grévin
- L'Huitre de Didier Caron, mise en scène de Didier Caron, Théâtre Daunou
- La Soupière de Robert Lamoureux, mise en scène de Francis Joffo, Théâtre Comédia
- Le Coup de la cigogne de Jean-Claude Islert, mise en scène de Jean-Luc Moreau, Théâtre Saint-Georges
- À deux lits du délit, adaptation de Stewart Vaughan et Jean-Christophe Barc, mise en scène Jacques Décombe, Théâtre de la Michodière
- Le Canard à l'orange de William-Douglas Home, mise en scène de Gérard Caillaud, Théâtre de la Michodière
- Goodbye Charlie de George Axelrod, adaptation de Didier Caron et Dominique Deschamps, mise en scène de Didier Caron, Théâtre de la Michodière
- C'est pas le moment de Jean-Claude Islert, mise en scène Jean-Luc Moreau, Théâtre Saint-Georges
- Un beau salaud de Pierre Chesnot, mise en scène de Jean-Luc Moreau, Théâtre de Paris
- Délit de fuite de Jean-Claude Islert, mise en scène de Jean-Luc Moreau, Théâtre de la Michodière
- Avis de tempête de Dany Laurent, mise en scène de Jean-Luc Moreau, Théâtre des Variétés
- Désiré de Sacha Guitry, mise en scène de Serge Lipszykt, Théâtre de la Michodière
- De filles en aiguilles, adaptation de Stewart Vaughan et Jean-Christophe Barc, mise en scène de Jacques Décombe, Théâtre de la Michodière
- Madame Marguerite de Roberto Athayde, mise en scène de Jean-Luc Moreau, théâtre de la Gaîté-Montparnasse
- Hold Up de Jean Barbier, mise en scène de Jean-Luc Moreau, Théâtre des Nouveautés
- Coup de Sangria, d'Eric Chappell adaptation de Stewart Vaughan et Jean-Christophe Barc, mise en scène de Jean-Luc Moreau, Théâtre de la Michodière

### Metteur en scène
- Hair, théâtre du Gymnase Marie-Bell puis Le Palace
- Le Simulateur de Maxime au théâtre du Temple.
- I love Rock'n Pop II, au Théâtre du Casino Barrière de Lille
- Les pantoufles à Papa[17], au théâtre des déchargeurs.
- I Love Rock'n Pop, au Théâtre du Casino Barrière de Toulouse.
- Croque Madame au Théâtre des blancs manteaux.

### Auteur
- Hors-Service, comédie.
- La Belle et la Bête, comédie musicale créée au Théâtre Saint-Michel à Bruxelles.
- HAIR[18], adaptation, créée au Théâtre du Gymnase.
- Hier est un autre jour[19], comédie coécrite avec Jean-François Cros, créée au Théâtre des Bouffes Parisiens.
- Le Fusible créée au Théâtre des Bouffes Parisiens.
- Moi comme toi, créé chez Maxim's.
- A vrai dire... créée au Théâtre du Gymnase.

### Discographie
- Musique de scène, album regroupant ses principaux thèmes écrit pour le théâtre
- L'amour me le pardonnera, chansons interprétées par Sylvain Meyniac
- Lé péti poisson, single produit avec le Walt Disney Company
- Là-haut, chansons interprétées par Roland Giraud